# Rivian R1T
Der Rivian R1T ist ein batterieelektrisch angetriebener Pick-up des US-amerikanischen Herstellers Rivian. Das Modell wurde 2018 auf der Los Angeles Auto Show vorgestellt. Das „T“ im Namen steht für Truck. Im September 2021 wurde das erste Kunden-Fahrzeug in den USA produziert.
Auf derselben Plattform bauen auch das optisch sehr ähnliche SUV-Modell R1S und der Lieferwagen EDV auf.

## Technische Daten
| R1T und R1S technische Spezifikationen | R1T und R1S technische Spezifikationen | R1T und R1S technische Spezifikationen | R1T und R1S technische Spezifikationen |
| -------------------------------------- | --- | --- | --- |
| Batteriekapazität                      | 105 kWh | 135 kWh | 180 kWh |
| Nennleistung                           | 300 kW (402 PS) | 562 kW (754 PS) | 522 kW (700 PS) |
| max. Drehmoment                        | 560 Nm | 1120 Nm | 1120 Nm |
| Reichweite (R1T)                       | 370+ km (230+ mi) | 480+ km (300+ mi) | 640+ km (400+ mi) |
| Höchstgeschwindigkeit                  | 201 km/h | 201 km/h | 201 km/h |
| Beschleunigung 0–60 mph                | 4,9 s | 3 s | 3,2 s |
| Leergewicht                            | 3152 kg | 3152 kg | 3152 kg |
| Nutzlast                               | 800 kg | 800 kg | 800 kg |
| Maximal zulässige Gesamtmasse          | 3470 kg | 3470 kg | 3470 kg |
| Geländefähigkeit                       | Bodenfreiheit: 360 mm; Wattiefe: 1 m; Steigfähigkeit: 45°; seitliche Kippsicherheit: 26°; Böschungswinkel v/h: 34°/29,3°; Rampenwinkel: 25,7°; | Bodenfreiheit: 360 mm; Wattiefe: 1 m; Steigfähigkeit: 45°; seitliche Kippsicherheit: 26°; Böschungswinkel v/h: 34°/29,3°; Rampenwinkel: 25,7°; | Bodenfreiheit: 360 mm; Wattiefe: 1 m; Steigfähigkeit: 45°; seitliche Kippsicherheit: 26°; Böschungswinkel v/h: 34°/29,3°; Rampenwinkel: 25,7°; |
| Max. Zuglast                           | 5 t | 5 t | 5 t |
| Sitzplätze                             | 5 | 5 | 5 |
| Abmessungen (L×B×H)                    | 5,54 m × 2,01 m × 1,83 m | 5,54 m × 2,01 m × 1,83 m | 5,54 m × 2,01 m × 1,83 m |
| Radstand                               | 3,43 m | 3,43 m | 3,43 m |

Jedes Rad wird von einem separaten Elektromotor angetrieben. Die radselektive Antriebssteuerung bietet besonders bei Geländefahrten Vorteile und ermöglicht es dem Fahrzeug auf der Stelle zu drehen, ähnlich einem Kettenfahrzeug. Das Fahrzeug ist für teilautonomes Fahren nach Level 3 ausgestattet und für den Straßenverkehr sowie für Geländefahrten ausgelegt.

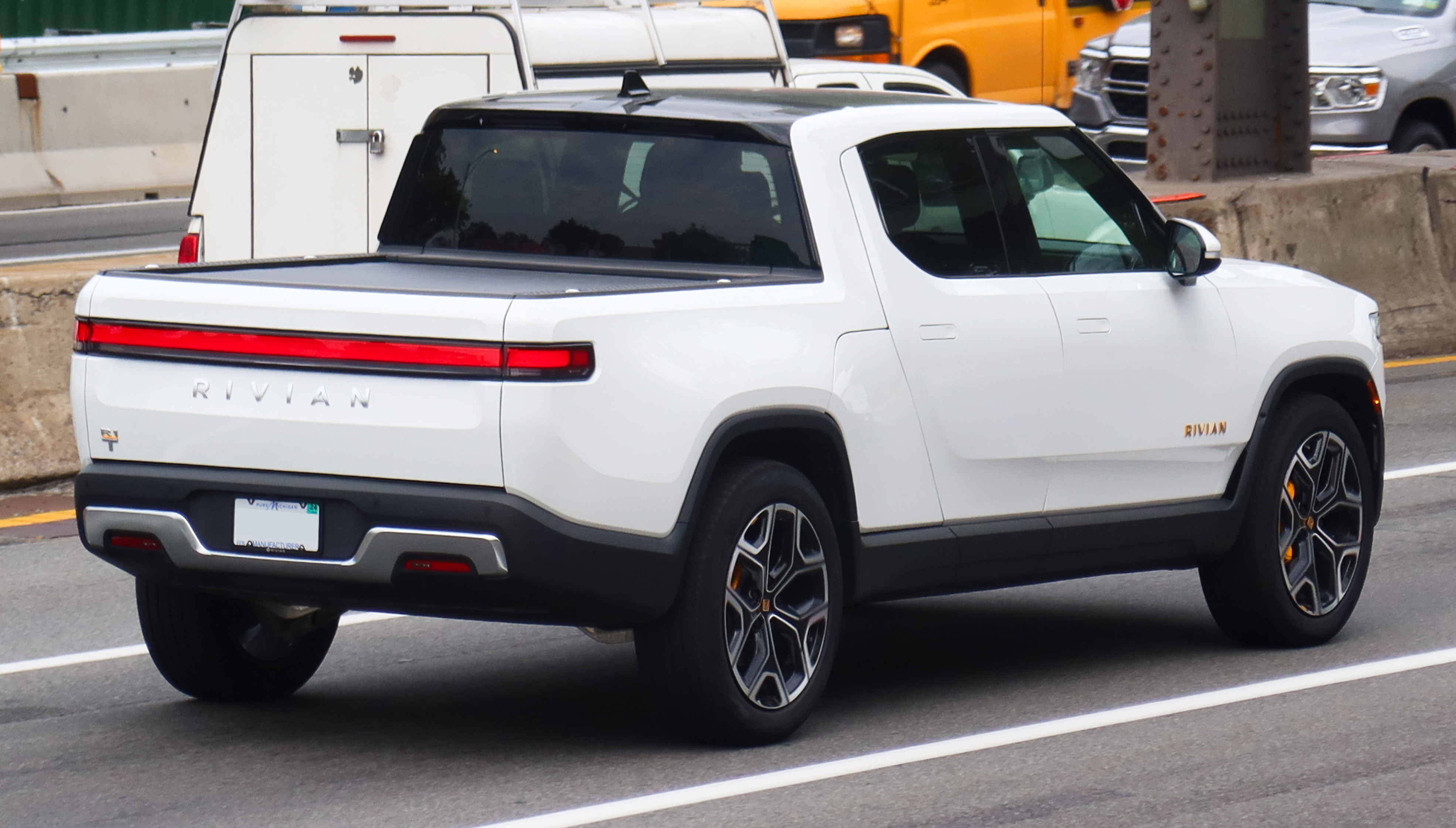
Heckansicht
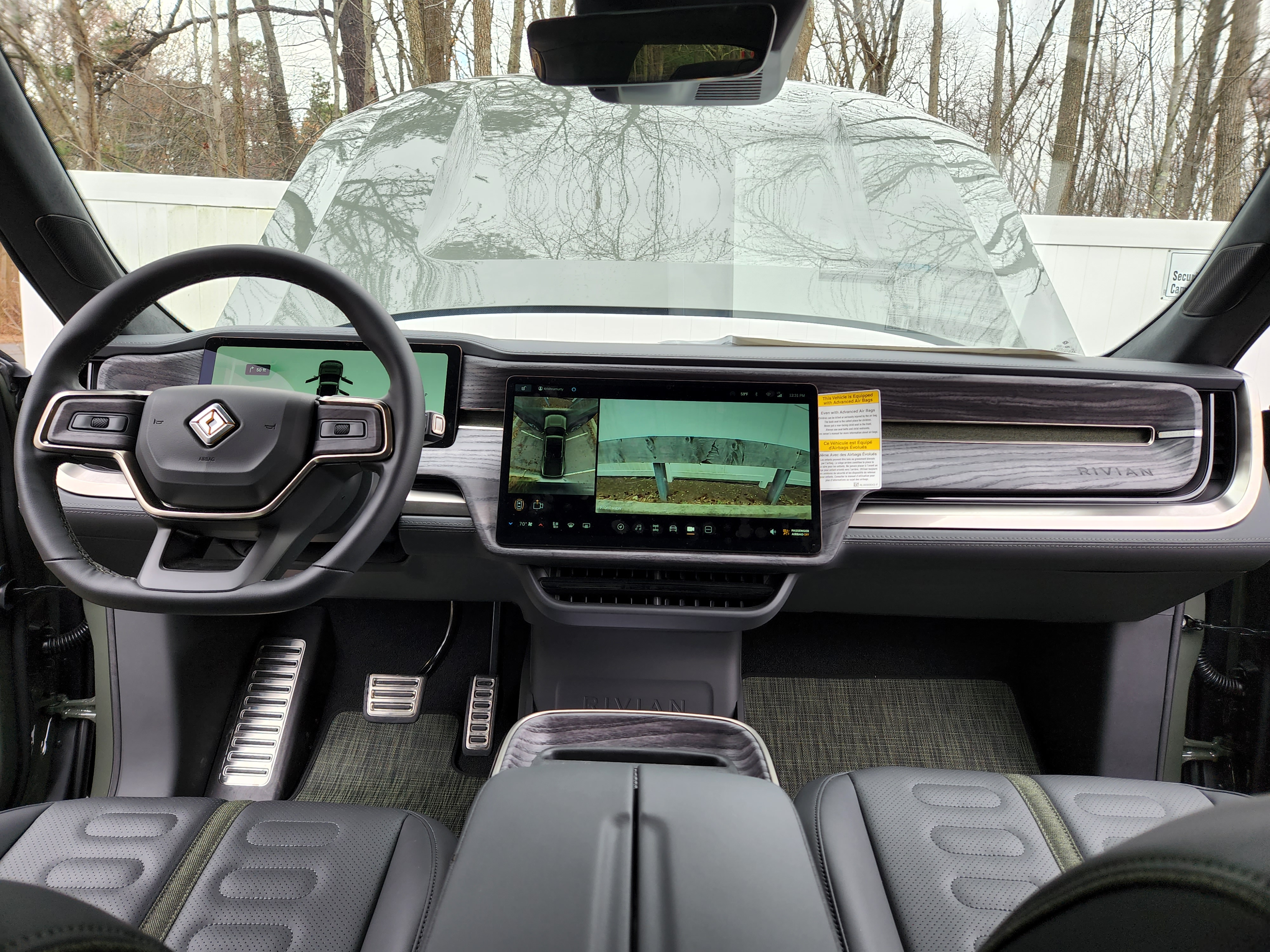
Innenraum
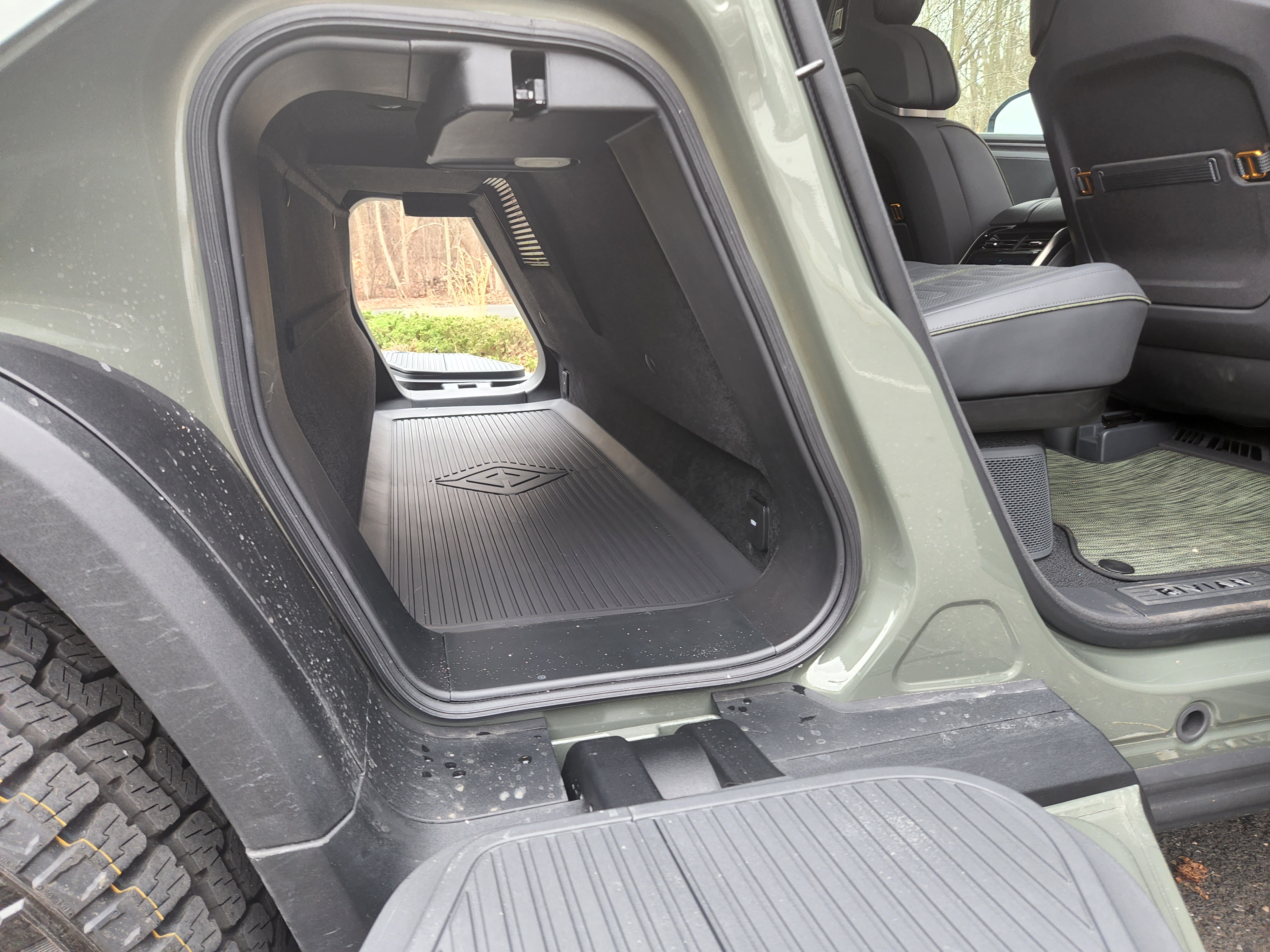
„Geartunnel“ zwischen Rücksitzen und Ladefläche
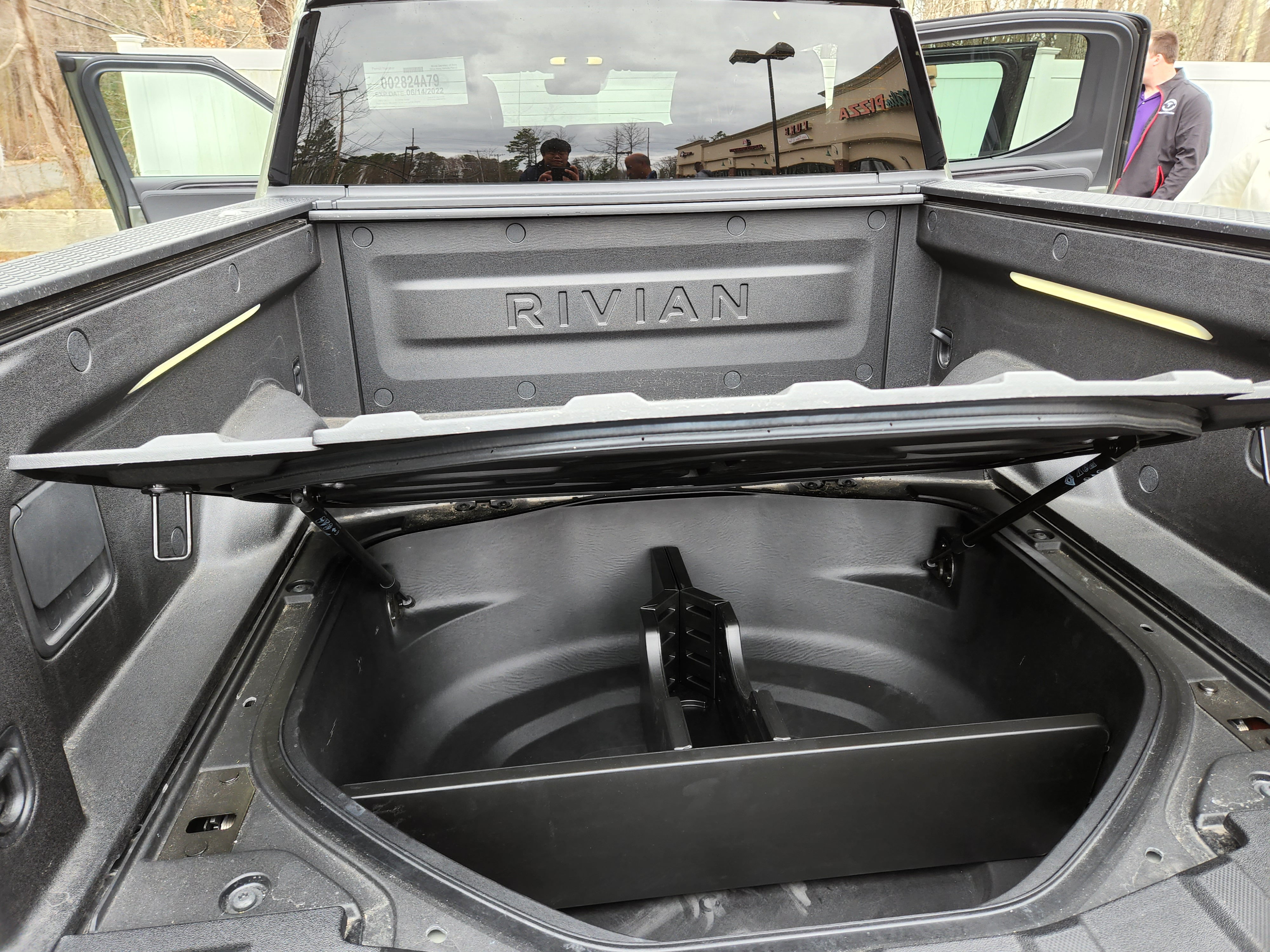
Stauraum unter der Ladefläche